# Juni 2004
| Juni 2004 |
| Månader under 2004: Januari · Februari · Mars · April · Maj · Juni · Juli · Augusti · September · Oktober · November · December ← December 2003 · Januari 2005 → |

## Tisdagen1 juni2004
- Iraks styrande råd upphör och Ghazi al-Yawer utses till statschef i Irak inför maktöverlämnandet den 30 juni 2004.
- Norge inför totalförbud mot rökning på restauranger, barer och kaféer.[1]

## Lördagen5 juni2004
- Ronald Reagan, amerikansk expresident, avlider.[2]

## Lördagen12 juni2004
- Tjeckien, Lettland, Cypern och Malta håller val till Europaparlamentet.

## Söndagen13 juni2004
- Resten av EU:s medlemsländer går till val för att utse det nya Europaparlamentet.
- Två värnpliktiga omkommer när två av marinens stridsbåtar kolliderar i Stockholms skärgård.[3]

## Tisdagenden22 juni2004
- Sverige kvalificerar sig till kvartsfinal i EM i fotboll 2004.[4]

## Måndagenden28 juni2004
- USA-alliansen överlämnar makten till den irakiska interimsregeringen. Men inskränkningarna är stora. Regeringen kan inte fatta långsiktiga beslut, eftersom den bara ska sitta fram till valet, som är planerat att hållas 2 januari 2005. Interimsregeringen har inte heller befälet över de 160 000 utländska soldater, som är kvar i enlighet med en FN-resolution.[5]
- Rättegång mot Mijailo Mijailovic inleds i Svea hovrätt efter att han överklagat Stockholms tingsrätts dom, livstids fängelse för mord. Försvarslinjen är att Mijailovic vid tillfället lidit av allvarlig psykisk störning och därför inte förstått att Anna Lindh kunde dö och att han inte hade avsikt att döda henne. Huvudförhandlingen pågår i tre dagar.[6]

## Tisdagenden29 juni2004
- EU:s stats- och regeringschefer utsåg på tisdagskvällen Portugals premiärminister José Manuel Durão Barroso till ny ordförande för EU-kommissionen.[7]

### Fotnoter
1. ↑  ”Norge införde strängt rökförbud”. Yle. 1 juni 2004. https://svenska.yle.fi/artikel/2004/06/01/norge-inforde-strangt-rokforbud. Läst 11 september 2016.
2. ↑  https://web.archive.org/web/20040621014558/http://se.news.yahoo.com/040605/58/1fjx3.html
3. ↑  http://www.aftonbladet.se/nyheter/article10463816.ab
4. ↑  http://www.dn.se/sport/det-blev-2-2-sverige-till-kvartsfinal/
5. ↑  http://www.svd.se/saddam-lagar-kan-aterinforas-i-irak
6. ↑  http://www.svd.se/psykiatrisk-tvekamp-i-hovratten
7. ↑  http://www.svd.se/kamp-om-kommissionarer-startar-i-eu